# Sete Cidades (Ponta Delgada)
Sete Cidades is een plaats (freguesia) in de Portugese gemeente Ponta Delgada in het westen van São Miguael op de Azoren. De plaats telt 858 inwoners (2001). 
De plaats bevindt zich in een krater van de vulkaan Sete Cidades en aan de oever van kratermeer Lagoa das Sete Cidades.